# Justin Chambers
Justin Chambers (Springfield, Ohio, 11. srpnja 1970.) je američki glumac i bivši model najpoznatiji po ulozi Alexa Kareva u TV seriji "Uvod u anatomiju".

## Životopis
Godine 1989. Justin Chambers maturirao je u strukovnoj školi u rodnom Springfieldu te bio u njihovom markentinškom programu. Nedavno je primljen u njihov "Hall of Fame", u čast maturantima koji postižu uspjeh u karijeri. Studirao je dramu u "HB Studiju" u Greenwich Villageu (New York). Justin Chambers u svijet mode ušao je kad ga je modni agent zapazio u pariškom metrou te mu ponudio da bude zaštitno lice za kampanju Calvina Kleina. Nosio je revije najpoznatijih svjetskih kreatora u Europi, Japanu i Americi, a kad mu je dosadilo putovati, odselio se u New York, gdje je bio na audicijama za brojne TV reklame i serije. Od 2005. Justin u Washingtonu snima TV seriju Uvod u anatomiju, za koju je već sljedeće godine, zajedno sa svojim kolegama iz serije, osvojio "SAG Award" - za izvanrednu izvedbu ansambla u dramskoj seriji. Gostovao je i u spin-offu "Uvoda u anatomiju" nazvanom Privatna praksa, kao i u nekoliko epizoda kriminalističke serije Zaboravljeni slučaj. Pojavio se i u jednoj epizodi emisije Extreme Makeover: Home Edition, pomažući u gradnji doma jednoj siromašnoj obitelji.

## Privatni život
Justin Chambers u braku je s modnom agenticom Keishom već punih sedamnaest godina, a imaju petero djece. Obožava svoju obitelj i često je spominje u medijima. Tako je jednom prilikom, usred jednog TV showa, nekoliko minuta pričao o svojoj kćerki koja je osnovala glazbeni sastav "Nyla". Kaže da se u stvarnom životu prilično razlikuje od pomalo surovog dr. Kareva, no priznaje i da mu je gušt glumiti u seriji, i to zbog ekipe s kojom se odlično slaže.

## Filmografija
- 1995: Another World
- 1996: Harvest of Fire
- 1997: Rose Hill
- 1998: Four Corners
- 1999: Liberty Heights
- 1999: Seasons of Love
- 2001: Vjenčanje iz vedra neba (kao Massimo)
- 2001: Mušketir (kao D'Artagnan)
- 2002: Leo
- 2002: Histerično sljepilo
- 2003: Zaboravljeni slučaj
- od 2005: Uvod u anatomiju (kao Alex Karev)
- 2005: Southern Belles
- 2005: Zodiac
- 2008: Lakeview Terrace

## Vanjske poveznice
Justin Chambers u internetskoj bazi filmova IMDb-u (engl.)